# غلامعلی میکده
غلامعلی میکده(۱۲۷۹-) وزیر راه در دولت فضل‌الله زاهدی بعد از کودتای ۲۸ مرداد و رئیس سازمان آب منطقه ای تهران بود.

## زندگی
غلامعلی میکده در سال ۱۲۷۹ در تهران به دنیا آمد. او تحصیلات ابتدایی خود را در بیروت شروع کرد و مدتی نیز در کرمانشاه و بعد در استانبول نیز تحصیل کرد. او تحصیلات دانشگاهی خود را در دانشگاه اشتوتگارت آلمان در رشته مهندسی سد و آبیاری ادامه داد.
او پس از بازگشت به ایران فعالیت‌های خود را در وزارت راه شروع کرد؛ و مسوولیت‌هایی مانند ریاست اداره راه آذربایجان، عضو هیئت مدیره بنگاه آبیاری، مدیرکل امور شهرداری‌ها وزارت کشور، معاونت وزارت راه را برعهده داشت.
مهندس میکده پس از کودتای ۲۸ مرداد در کابینه اول تیمسار زاهدی به وزارت راه منصوب شد. وی در این سمت باقی ماند تا اینکه بر اثر مخالفت با زاهدی برخورد سختی بین طرفین پیش آمده که منجر به بازداشت وی به دستور نخست‌وزیر و انتقالش به دژبان مرکز می‌گردد. این بازداشت در همان جلسه هیئت دولت صورت می‌گیرد که منجر به عزل وی از وزارت راه می‌شود.
میکده پس از برکناری مهدی بازرگان در سال ۱۳۳۴ تا ۱۳۳۶ مدیر عامل شرکت آب منطقه ای تهران می‌شود.
غلامعلی میکده از اعضای اصلی لژ فراماسونری ستاره سحر و ناهید بود که بعداً با وجود ادغام سایر لژهای فراماسونری و جدا شدن از فراماسونری جهانی پیوند خود را با لژ آلمان حفظ کرده و در لژ فراماسونری جهانی باقی ماندند.
او با شمس‌الملوک محمودی دختر یحیی‌خان مشاورالوزاره ازدواج کرد (شمس‌الملوک همسر سابق محمدحسن میرزا ولیعهد احمدشاه بود) و صاحب یک پسر و دو دختر شد. یکی از نوادگان او به نام «مریم» با رولف زاکس پسر گونتر زاکس نویسنده و عکاس معروف آلمانی ازدواج کرده است.

## تالیفات
- آب تهران[۹]